# Chilliwack-Cultus Lake (circonscription britanno-colombienne)
Pour les articles homonymes, voir Chilliwack et Cultus Lake.
Circonscription électorale provinciale du Canada
Chilliwack-Cultus Lake est une circonscription provinciale de la Colombie-Britannique représentée à l'Assemblée législative de la Colombie-Britannique depuis 2024.

## Géographie
En 2024, la circonscription représente le secteur du district régional de Fraser Valley au sud de l'autoroute transcanadienne (Route 1) incluant les communautés de Yarrow et de Vedder Crossing (en), ainsi que d'autres régions rurales de Chilliwack. La circonscription inclut aussi la communauté du lac Cultus.

## Liste des députés
| Législature                                                                   | Années                                                                        | Député                                                                        | Député                                                                        | Parti                                                                         |
| Chilliwack-Cultus Lake Circonscription issue de Chilliwack-Kent et Chilliwack | Chilliwack-Cultus Lake Circonscription issue de Chilliwack-Kent et Chilliwack | Chilliwack-Cultus Lake Circonscription issue de Chilliwack-Kent et Chilliwack | Chilliwack-Cultus Lake Circonscription issue de Chilliwack-Kent et Chilliwack | Chilliwack-Cultus Lake Circonscription issue de Chilliwack-Kent et Chilliwack |
| ----------------------------------------------------------------------------- | ----------------------------------------------------------------------------- | ----------------------------------------------------------------------------- | ----------------------------------------------------------------------------- | ----------------------------------------------------------------------------- |
| 43e                                                                           | 2024–en cours                                                                 |                                                                               | Á'a:líya Warbus (en)                                                          | Conservateur                                                                  |